# Tanadak Island (Andreanof Islands)
Tanadak Island ist eine kleine unbewohnte Insel der Delarof Islands, die im Südwesten der Aleuten liegen. Das etwa 800 m lange Eiland liegt 2,5 km westlich von Ulak Island.